# Жандармерия (кавалерия)

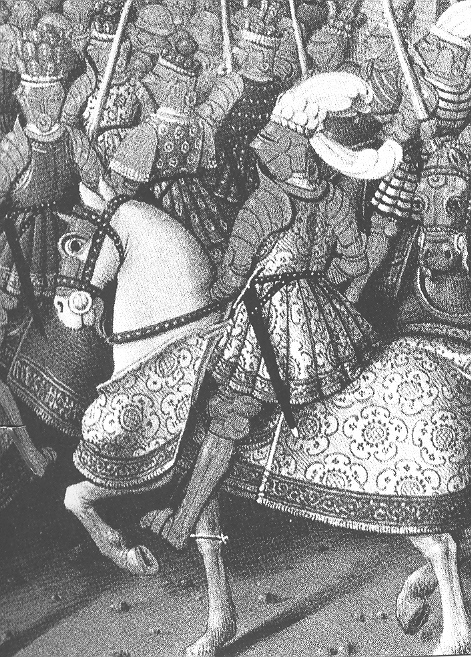
Жандармы из роты Джентльменов Двора Людовика XI при осаде Павии в 1495 году — элитная рота жандармов личной охраны созданная в 1474 году, как Сотня копий джентльменов Двора.

Жандарме́рия (фр. gendarmerie от  фр. gens d'armes) — разновидность регулярной полевой кавалерии, появившаяся во Франции в Позднее Средневековье в виде ордонансовых рот из «мужчин оружия» (фр. homme d'armes, исп. hombre de armas, анг. man-at-arms), в которые во Франции набирали исключительно дворян или  джентльменов (фр. gentilhomme — «мужчин родового древа»), что отличало роты всадников из дворян от остальных "мужчин оружия" набираемых из простолюдинов, которых во Франции  называли «легкие кони» (фр. chevaux légers) из-за отсутствия на их конях конного доспеха — барда. После роспуска ордонансовых рот в 1565 году жандармы являлись дворянскими ротами французских и наваррских монархов, а так же дофинов. При Людовике XIV  в 1663 году королевские жандармы вошли в Красный дом Военного дома короля, а в 1665 году был создан корпус Жандармерии Франции, как корпус элитной дворянской кавалерии, состоящий из четырех элитных дворянских кавалерийских рот и гвардий королевской фамилии (королевы, дофина и принцев крови). В 1720 году к корпусу присоединен корпус Маршо (фр. marshalcy) созданный вместе с «ротами приказа» в 1445 году и который отвечал за порядок в войсках. Корпус жандармерии Старого режима был распушен перед Великой Французской революцией. Во время Первой Французской империи жандармы восстановлены Наполеоном в виде элитного полка с названием жандармы и функциями Маршо. В этом качестве они появились и в других европейских империях. 
Впоследствии этим словом была названа разновидность военизированной полиции — Национальная жандармерия Франции.

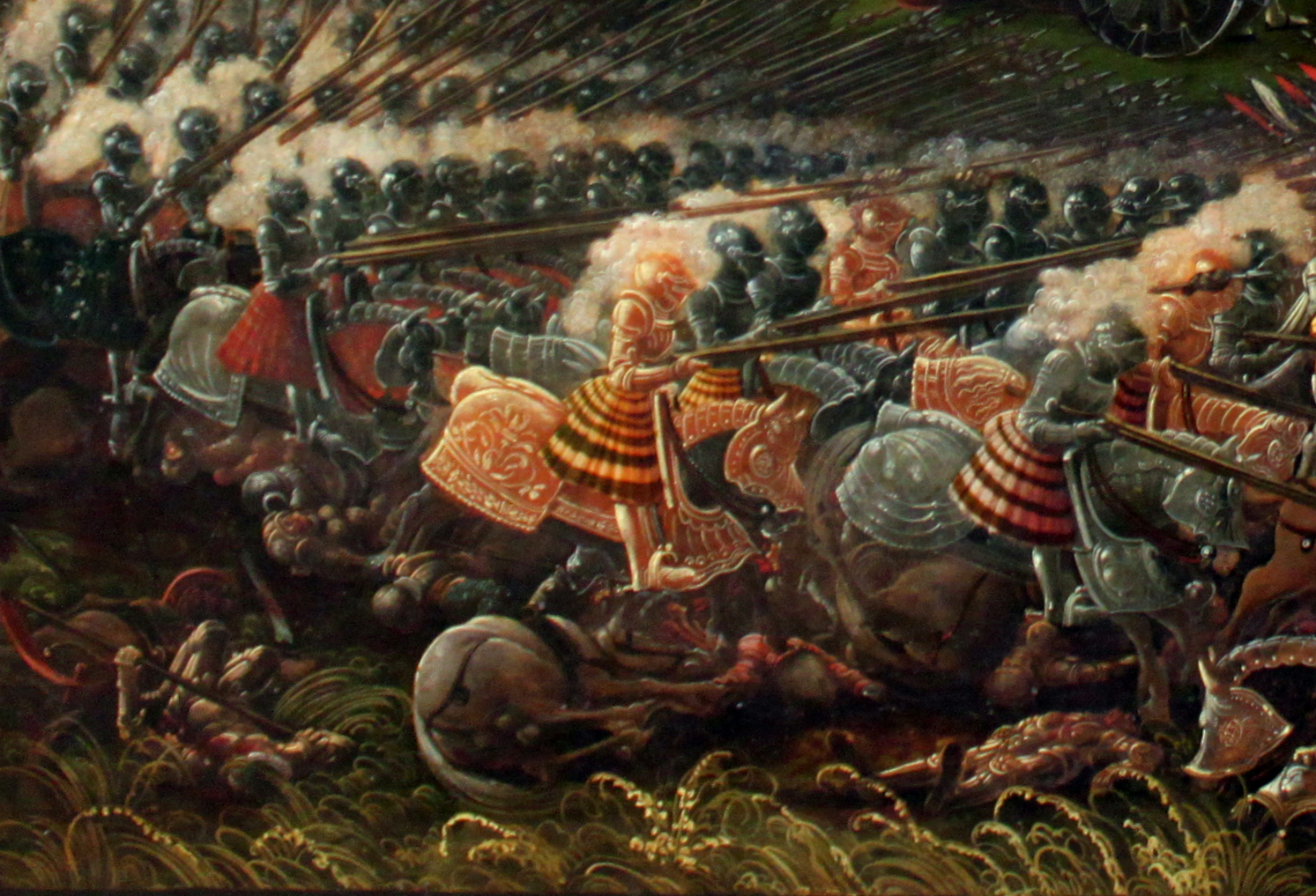
Всадники Карла Великого изображенные в виде жандармов. Фрагмент картины Альбрехта Альтдорфера «Победа Карла Великого над аварами», 1518 г.

## Происхождение термина

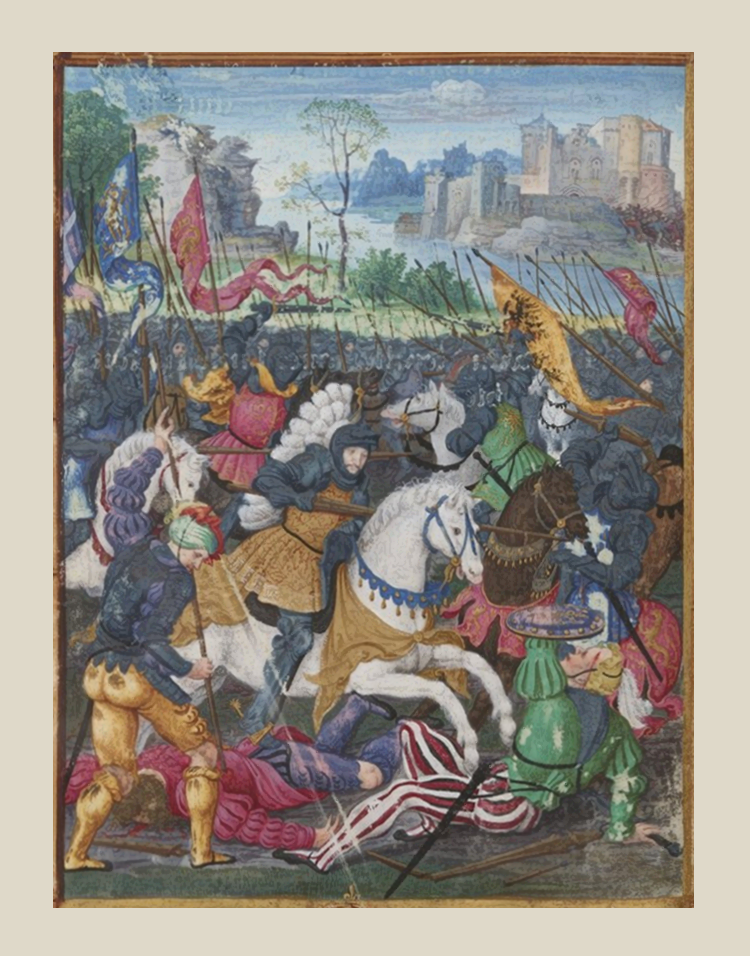
Схватка французского жандарма с швейцарцами в битве при Мариньяно. Миниатюра рукописи речей Цицерона (1529—1530)

Жандармерия (фр. geandarme) происходит от фр. gens d'armes — «родовые люди оружия». Gens d'armes являлось названием рот homme d'armes — «мужчин оружия», набираемых исключительно из дворян, которых во Франции называли «благородными» (фр. noblesse) или джентльменами (фр. gentilhomme). Gens означает не просто людей, а «люди рода». Не стоит путать термин gens d'armes с королевской охраной, хотя они связаны. 
В 1432 году при Французском дворе появилась знаменитая компания (рота) Шотландских жандармов из шотландских дворян, а в 1473 году рота Шестидесяти копий джентльменов Двора, которую набирали из джентльменов Двора. В 1474 году из них создана Сотня копий джентльменов Двора. Эти роты не входили в состав Военного дома короля и подчинялись ему на прямую.
Но чаще термин gens d'armes применялся к регулярной полевой кавалерии Франции, состоящей ордонансовых рот или "рот приказа", созданных в 1445 году. Эти регулярные роты заменили собой феодальную милицию, которую часто не верно называют «феодальным ополчением».
Всадники-дворяне были названы жандармами из-за того, что в месте с ними в 1445 году был так же создан другой корпус homme d'armes, в роты (труппы в отличии от компаний) которого  набирали простолюдинов. Данный корпус представлял собой гарнизонные войска и назывался «роты малой платы»  (фр. troupe de petite-paye).
После роспуска ордонансовых рот в 1565 году термин gens d'armes преобразовался в geandarme и им стали обозначать дворянские роты в гвардиях королей, дофинов, принцев крови и королев и стало синонимом элитности.

## История

### Тяжёлая кавалерия

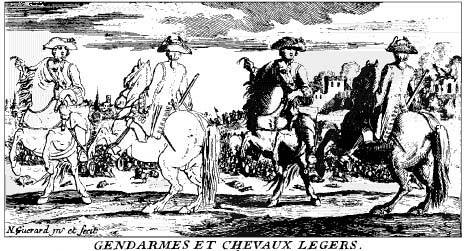
Французские жандармы XVIII века. Гравюра Ги де Рамбо

В Средние века жандармами назывались дворяне, служившие в лейб-гвардии французских королей. В 1445 году французский король Карл VII, приступая к организации постоянного войска, сформировал 15 ордонансовых рот (фр. compagnies d’ordonnance), причём в состав каждой роты вошло, между прочим, по 100 тяжеловооружённых конных дворян, под именем жандармов. В поход каждый жандарм выступал в сопровождении 1 пажа (фр. valet), 1 кутильера и 3 стрелков, умевших при необходимости воевать на коне холодным оружием, но спешивавшихся для стрельбы (французский средневековый аналог драгун), и в этом составе представлял «полное копье» (фр. lance fournie, 'lance complète). Примеру Франции последовали и другие государства, и в первую очередь Бургундия, где немалое внимание уделял этому роду войск герцог-полководец Карл Смелый. 
Важные свидетельства о комплектовании, численности, вооружении и тактике конных жандармов второй половины XV — первой половины XVI веков содержат мемуары современников, в частности, бургундских кондюкто, или капитанов ордонансовых рот, Жана де Энена и Оливье де Ламарша, их современника дипломата Филиппа де Коммина, а также французских полководцев Блеза де Монлюка и Франсуа де Ла Ну. Их сведения дополняют исторические хроники Жана Молине, Мелчиоре Феррайоло, Жана д’Отона и др.
Мало-помалу слово жандарм заменило прежнее название «рыцарь» и распространилось на всех тяжеловооружённых всадников без различия, являлись ли они дворянами или простолюдинами. Французские жандармы долго хранили свои дворянские традиции, считались лучшими всадниками в Западной Европе и в качестве отборного резервного войска вступали в бой в решительную минуту, предпочитая в качестве оружия рыцарское копьё. 
Особенно нельзя рекомендовать пистолет французскому дворянину, ибо он наверняка переложил бы заряжание и уход за ним на своего слугу, а тогда пистолет будет давать осечку в самый решительный момент
(де Ла Ну о вооружении французских жандармов копьём)
Закатом французских жандармов стало сражение при Кутра (1587) во время Гугенотских войн, в ходе которого около 2000 жандармов герцога де Жуайеза потерпели сокрушительное поражение от 1300 рейтаров Генриха Наваррского, усиленных отрядами мушкетёров.
При Людовике XIV от жандармов были отделены сопровождавшие их легковооружённые всадники, и жандармы были разделены на особые роты, комплектовавшиеся исключительно из дворян и входившие в состав дворцовой гвардии (фр. maison du roi; см. Гвардия). В других государствах с отделением от жандармов сопровождавших их легких всадников, название «жандармы» исчезло и заменилось словом «кирасиры». Во Франции до революции и в Пруссии до 1806 года продолжали ещё называться жандармами некоторые полки тяжеловооружённой кавалерии.

## В России
В России в 1792 году в составе гатчинских войск цесаревича Павла Петровича была учреждена конная команда, называвшаяся то кирасирским, то жандармским полком; в 1796 году эта команда вошла в состав лейб-гвардии конного полка, и слово «жандарм» на многие годы перестало употребляться в России. 
В 1815 году был создан Гвардейский Жандармский полуэскадрон, позже переименованный в Гвардейский полевой жандармский эскадрон — кавалерийская часть русской императорской гвардии. Вооружение и доспехи в эскадроне походили на вооружение и доспехи кирасиров. В основном он служил охраной императора, но не раз участвовал в боевых действиях (в частности, в двух русско-турецких войнах). 3 апреля 1918 года он был расформирован.